# Sliema Wanderers Football Club
Pour les articles homonymes, voir Wanderer.
Maillots
Le Sliema Wanderers Football Club est un club maltais de football basé à Sliema, fondé en 1909.
C'est le club maltais le plus titré, avec un total de 26 championnats remportés, avec le Floriana FC.

## Historique
- 1909 : fondation du club Sliema Wanderers FC
- 1918 : le club est renommé Sliema Amateurs
- 1919 : le club est renommé Sliema Wanderers FC
- 1939 : absorption de Sliema Rangers FC
- 1944 : le club est renommé Sliema Athletic
- 1945 : le club est renommé Sliema Wanderers FC
- 1963 : 1re participation à une Coupe d'Europe (C2, saison 1963/64)
- 1983 : première relégation en deuxième division
- 2022 : deuxième relégation du club en deuxième division après 37 années en première division

## Bilan sportif

### Palmarès
- Championnat de Malte (26)
  - Champion : 1920, 1923, 1924, 1926, 1930, 1933, 1934, 1936, 1938, 1939, 1940, 1949, 1954, 1956, 1957, 1964, 1965, 1966, 1971, 1972, 1976, 1989, 1996, 2003, 2004 et 2005
  - Vice-champion : 1910, 1917, 1922, 1925, 1927, 1929, 1931, 1932, 1935, 1946, 1955, 1958, 1959, 1967, 1968, 1970, 1973, 1975, 1977, 1980, 1981, 1982, 1988, 1990, 1995, 2000, 2001, 2002, 2006 et 2007

- Coupe de Malte (22)
  - Vainqueur : 1935, 1936, 1937, 1940, 1946, 1948, 1951, 1952, 1956, 1959, 1963, 1965, 1968, 1969, 1974, 1979, 1990, 2000, 2004, 2009, 2016 et 2024
  - Finaliste : 1938, 1939, 1945, 1949, 1953, 1955, 1968, 1964, 1971, 1972, 1980, 1982, 1987, 1991, 1993, 1996, 2002, 2003, 2007 et 2014

- Supercoupe de Malte (3)
  - Vainqueur : 1996, 2000 et 2009
  - Finaliste : 1988, 1989, 1990, 2001, 2003, 2004, 2005, 2016 et 2024

- Championnat de Malte de deuxième division (1)
  - Champion : 2023

### Bilan européen

#### Bilan
| Compétition                | P  | M  | V  | N | D  | BP | BC  | Diff. |
| -------------------------- | -- | -- | -- | - | -- | -- | --- | ----- |
| Ligue des champions (C1)   | 10 | 24 | 5  | 1 | 18 | 17 | 66  | -49   |
| Coupe des coupes (C2)      | 9  | 20 | 4  | 1 | 15 | 11 | 63  | -52   |
| Ligue Europa (C3)          | 18 | 38 | 3  | 5 | 30 | 22 | 101 | -79   |
| Ligue Conférence (C4)      | 1  | 2  | 0  | 1 | 1  | 0  | 7   | -7    |
| Coupe Intertoto            | 1  | 2  | 0  | 0 | 2  | 2  | 5   | -3    |
| Coupe des villes de foires | 1  | 2  | 0  | 0 | 2  | 2  | 10  | -8    |
| Total                      | 40 | 88 | 12 | 8 | 68 | 54 | 252 | -198  |

#### Résultats
Légende
- Victoire ou qualification pour le tour suivant
- Match nul
- Défaite ou élimination de la compétition

Note : dans les résultats ci-dessous, le score du club est toujours donné en premier
| Saison    | Compétition                | Tour                | Club                    | Domicile | Extérieur | Total  |
| --------- | -------------------------- | ------------------- | ----------------------- | -------- | --------- | ------ |
| 1963-1964 | Coupe des coupes           | Seizièmes de finale | Borough United          | 0 - 0    | 0 - 2     | 0 - 2  |
| 1964-1965 | Coupe des clubs champions  | Seizièmes de finale | Dinamo Bucarest         | 0 - 2    | 0 - 5     | 0 - 7  |
| 1965-1966 | Coupe des clubs champions  | Seizièmes de finale | Panathinaïkos           | 1 - 0    | 1 - 4     | 2 - 4  |
| 1966-1967 | Coupe des clubs champions  | Tour préliminaire   | CSKA Sofia              | 1 - 2    | 0 - 4     | 1 - 6  |
| 1968-1969 | Coupe des coupes           | Seizièmes de finale | US Rumelange            | 1 - 0    | 1 - 2     | 2E - 2 |
| 1968-1969 | Coupe des coupes           | Huitièmes de finale | Randers FC              | 0 - 2    | 0 - 6     | 0 - 8  |
| 1969-1970 | Coupe des coupes           | Seizièmes de finale | IFK Norrköping          | 1 - 0    | 1 - 5     | 2 - 5  |
| 1970-1971 | Coupe des villes de foires | 32es de finale      | AB Copenhague           | 2 - 3    | 0 - 7     | 2 - 10 |
| 1971-1972 | Coupe des clubs champions  | Seizièmes de finale | ÍA Akranes              | 4 - 0    | 0 - 0     | 4 - 0  |
| 1971-1972 | Coupe des clubs champions  | Huitièmes de finale | Celtic FC               | 1 - 2    | 0 - 5     | 1 - 7  |
| 1972-1973 | Coupe des clubs champions  | Seizièmes de finale | Górnik Zabrze           | 0 - 5    | 0 - 5     | 0 - 10 |
| 1973-1974 | Coupe UEFA                 | 32es de finale      | Lokomotiv Plovdiv       | 0 - 2    | 0 - 1     | 0 - 2  |
| 1974-1975 | Coupe des coupes           | Seizièmes de finale | FC Lahti                | 2 - 0    | 1 - 4     | 3 - 4  |
| 1975-1976 | Coupe UEFA                 | 32es de finale      | Sporting Portugal       | 1 - 2    | 1 - 3     | 2 - 5  |
| 1976-1977 | Coupe des clubs champions  | Seizièmes de finale | TPS Turku               | 2 - 1    | 0 - 1     | 2 - 2E |
| 1977-1978 | Coupe UEFA                 | 32es de finale      | Eintracht Francfort     | 0 - 0    | 0 - 5     | 0 - 5  |
| 1979-1980 | Coupe des coupes           | Seizièmes de finale | Boavista FC             | 2 - 1    | 0 - 8     | 2 - 9  |
| 1980-1981 | Coupe UEFA                 | 32es de finale      | FC Barcelone            | 0 - 2    | 0 - 1     | 0 - 3  |
| 1981-1982 | Coupe UEFA                 | 32es de finale      | Aris Salonique          | 2 - 4    | 0 - 4     | 2 - 8  |
| 1982-1983 | Coupe des coupes           | Seizièmes de finale | Swansea City            | 2 - 5    | 0 - 12    | 0 - 17 |
| 1987-1988 | Coupe des coupes           | Seizièmes de finale | Vllaznia Shkodër        | 0 - 4    | 0 - 2     | 0 - 6  |
| 1988-1989 | Coupe UEFA                 | 32es de finale      | Victoria Bucarest       | 2 - 4    | 0 - 4     | 2 - 8  |
| 1989-1990 | Coupe des clubs champions  | Seizièmes de finale | KF Tirana               | 1 - 0    | 0 - 5     | 1 - 5  |
| 1990-1991 | Coupe des coupes           | Seizièmes de finale | Dukla Prague            | 1 - 2    | 0 - 2     | 1 - 4  |
| 1993-1994 | Coupe des coupes           | Tour préliminaire   | Degerfors IF            | 1 - 3    | 0 - 3     | 1 - 6  |
| 1995-1996 | Coupe UEFA                 | Tour préliminaire   | Omonia Nicosie          | 1 - 2    | 0 - 3     | 1 - 5  |
| 1996-1997 | Coupe UEFA                 | Premier tour Q      | Margveti Zestafoni (en) | 1 - 3    | 3 - 0     | 4 - 3  |
| 1996-1997 | Coupe UEFA                 | Deuxième tour Q     | Odense BK               | 0 - 2    | 1 - 7     | 1 - 9  |
| 1998      | Coupe Intertoto            | Premier tour        | Diósgyőri VTK           | 2 - 3    | 0 - 2     | 2 - 5  |
| 1999-2000 | Coupe UEFA                 | Tour préliminaire   | FC Zurich               | 0 - 3    | 0 - 1     | 0 - 4  |
| 2000-2001 | Coupe UEFA                 | Tour préliminaire   | Partizan Belgrade       | 2 - 1    | 1 - 4     | 3 - 5  |
| 2001-2002 | Coupe UEFA                 | Tour préliminaire   | Matador Púchov          | 2 - 1    | 0 - 3     | 2 - 4  |
| 2002-2003 | Coupe UEFA                 | Tour préliminaire   | Polonia Varsovie        | 1 - 3    | 0 - 2     | 1 - 4  |
| 2003-2004 | Ligue des champions        | Premier tour Q      | Skonto Riga             | 2 - 0    | 1 - 3     | 3E - 3 |
| 2003-2004 | Ligue des champions        | Deuxième tour Q     | FC Copenhague           | 0 - 6    | 1 - 4     | 1 - 10 |
| 2004-2005 | Ligue des champions        | Premier tour Q      | FBK Kaunas              | 0 - 2    | 1 - 4     | 1 - 6  |
| 2005-2006 | Ligue des champions        | Premier tour Q      | Sheriff Tiraspol        | 1 - 4    | 0 - 2     | 1 - 6  |
| 2006-2007 | Coupe UEFA                 | Premier tour Q      | Rapid Bucarest          | 0 - 1    | 0 - 5     | 0 - 6  |
| 2007-2008 | Coupe UEFA                 | Premier tour Q      | Litex Lovetch           | 0 - 3    | 0 - 4     | 0 - 7  |
| 2009-2010 | Ligue Europa               | Deuxième tour Q     | Maccabi Netanya         | 0 - 0    | 0 - 3     | 0 - 3  |
| 2010-2011 | Ligue Europa               | Premier tour Q      | HNK Šibenik             | 0 - 3    | 0 - 0     | 0 - 3  |
| 2013-2014 | Ligue Europa               | Premier tour Q      | Khazar Lankaran         | 1 - 1    | 0 - 1     | 1 - 2  |
| 2014-2015 | Ligue Europa               | Premier tour Q      | Ferencváros TC          | 1 - 1    | 1 - 2     | 2 - 3  |
| 2024-2025 | Ligue Conférence           | Deuxième tour Q     | FC Noah                 | 0 - 0    | 0 - 7     | 0 - 7  |